# Juan Duarte Ardoy
Raúl Juan Duarte Ardoy (provincia de Corrientes, 1929 - Buenos Aires, 1973) fue un militar argentino perteneciente al Ejército caído en acción durante el asalto guerrillero al Comando de Sanidad por fuerzas del Ejército Revolucionario del Pueblo (ERP).

## Biografía
Nacido en la provincia de Corrientes, egresó del Colegio Militar en 1950 como subteniente de infantería. Se casó y fue padre de dos hijos. Fue oficial de Estado Mayor por la Escuela Superior de Guerra. Al momento de morir ostentaba el grado de teniente coronel.
En 1973 era segundo jefe del Regimiento de Infantería 1 "Patricios" con asiento de paz en Palermo. En circunstancias de la defensa del Comando de Sanidad, tomado por una fracción guerrillera del ERP, murió de un balazo mientras intentaba ingresar a las instalaciones del Comando. Fue promovido al grado de coronel post mortem.

## Homenajes
La plaza de armas de la Dirección General de Salud (ex Comando de Sanidad) inviste el nombre "Coronel Raúl Juan Duarte Ardoy".